# Parafia Narodzenia Najświętszej Maryi Panny w Sypniewie
Parafia pw. Narodzenia Najświętszej Maryi Panny w Sypniewie – parafia należąca do dekanatu Jastrowie, diecezji koszalińsko-kołobrzeskiej, metropolii szczecińsko-kamieńskiej. Została utworzona 13 maja 1690.  

## Miejsca święte

### Kościół parafialny
Kościół Narodzenia Najświętszej Maryi Panny w Sypniewie
Kościół parafialny został zbudowany w latach 1835–1837 w stylu późnoklasycystycznym, poświęcony w 1837.

### Kościoły filialne i kaplice
- Kościół Chrystusa Króla w Brzeźnicy
- Kościół Świętych Apostołów Piotra i Pawła w Brzeźnicy
- Kościół pw. św. Wawrzyńca w Nadarzycach